# Iñaki Peña Sotorres
Ignacio Peña Sotorres, conegut esportivament com a Iñaki Peña (Alacant, 2 de maig de 1999) és un futbolista valencià que juga com a porter al FC Barcelona.
La seva carrera futbolística va començar a l'edat de 5 anys a l'Alacant Club de Futbol. Iñaki és un porter àgil i segur en el bloqueig de la pilota, decidit en el joc aeri, ja que el seu 1,85 l'ajuda força a parar pilotes per a dalt i és tècnic amb els peus. Destaca per ser un expert en aturar penals.

## Carrera esportiva
Iñaki Peña va començar la seva carrera esportiva a l'Alacant CF a l'edat de cinc anys. El 2009, a l'edat de deu anys, el Vila-real Club de Futbol el va incorporar a les seves categories inferiors; al club groguet va començar a destacar sobretot a partir de 2011, quan va ser elegit millor porter del torneig d'Arona. El 2012, el director del futbol base del Barça el va veure jugar en un torneig i va aconseguir convèncer el jugador perquè s'incorporàs a la Masia. En la primera temporada sota pals a l'Infantil blaugrana va guanyar la Lliga i va ser clau per a l'equip. Va formar part de l'equip que va guanyar la segona Lliga Juvenil de la UEFA pel Barça, la temporada 2017-18, jugant com a titular la final contra el Chelsea FC.
El seu nivell i rendiment li van permetre anar creixent com a futbolista fins a arribar al Barça B la temporada 2018/19, en què va disputar 20 partits com a titular encaixant 19 gols. Iñaki Peña, a més, va fer més de 80 entrenaments amb el primer equip d'Ernesto Valverde amb el qual va ser convocat a nou partits de Lliga i tres de la Copa del Rei.
Ha estat internacional amb la selecció d'Espanya en les categories sub-16, sub-17, sub-18, sub-19 i sub-21. Amb la sub-21 va participar en la classificació per a l'Eurocopa sub-21 de 2019.
Iñaki Peña va ampliar el seu contracte l'octubre del 2020 amb el FC Barcelona fins a 2023. El porter blaugrana va renovar a l'estiu de 2018 i va signar per tres temporades més dues més d'opcionals que queden a expenses que les executés el club català. Així mateix, el Barça va comunicat al jugador que el seu contracte queda ampliat dues campanyes més. En el seu contracte la suma d'euros que guanya per temporada jugada es de 520.000 €.
La temporada 2020/2021, el porter alacantí tenia fitxa del Barça B. L'opció inicial era que pugés definitivament al primer equip si sortia Neto, però en seguir el brasiler es va especular que fins i tot podria sortir cedit a un equip de Segona per seguir guanyant experiència.
L'agost de 2021 va pujar definitivament a la dinàmica del primer equip, amb Ronald Koeman com a entrenador; se'l considerava el tercer porter, encara que tenia fitxa del filial. Perquè tingués més continuïtat, el 31 de gener de 2022 fou cedit al Galatasaray S. K. fins a final de temporada. Va debutar com a professional a la Süper Lig el 6 de febrer en un empat 1–1 contra l'Alanyaspor, i sota la direcció de Domènec Torrent, Va tenir-hi bones actuacions fins que Fernando Muslera va retornar de la seva lesió; a la segona meitat de març, després de l'eliminació de la Lliga Europa de la UEFA pel Barça, quan l'uruguaià va tornar a la titularitat.

#### Retorn al Barça
Peña va tornar a Barcelona quan el seu contracte de cessió va expirar, i va fer el seu debut oficial amb el primer equip amb l'entrenador Xavi en una victòria per 4–2 fora del Viktoria Plzeň a la Lliga de Campions de la UEFA l'1 de novembre de 2022.
El 3 de gener de 2023, Peña va ser inscrit com a jugador del primer equip, i se li va lliurar la samarreta número 13 que va deixar vacant Neto, que havia marxat a l'AFC Bournemouth.
El 9 de maig de 2023, Peña va signar una pròrroga de contracte amb el Barça, mantenint-lo al club fins al 2026. El nou contracte incloïa una clàusula de rescissió de 400 milions d'euros.
A prop del final de la temporada, Peña va jugar contra el Reial Valladolid i el Celta de Vigo, on va jugar un total d'aproximadament 72 minuts de partit, després de substituir Marc-André ter Stegen contra el Valladolid a la mitja part, i entrant contra el Celta al minut 63. Va encaixar 2 gols en 2 partits.
El 26 d'octubre de 2024, Peña va mantenir la porteria en blanc contra el Reial Madrid en una victòria per 4-0, i va rebre elogis per la seva actuació al partit.

## Palmarès
FC Barcelona juvenil
- Lliga Juvenil de la UEFA: 2017–18[20]

FC Barcelona
- 2 Copes del Rei: 2020–21,[21] 2024–25[22][23]
- 2 Supercopes d'Espanya: 2023,[24] 2025[25]
- 2 Lligues espanyoles: 2022-23,[26] 2024-25